# Општина Секу (Долж)
Секу (рум. Secu) општина је у Румунији у округу Долж.
Oпштина се налази на надморској висини од 271 m.